# Maces Spring
Maces Spring je malé nezařazené území ve Scott County ve Virginii ve Spojených státech, podél státní silnice 614, v oblasti známé jako Poor Valley. Osada se skládá z malého počtu domů a nejsou v ní žádné obchody. Proslavila se hlavně spojením se známou country skupinou Carter Family.
Alvin Pleasant Delaney Carter, známý také jako Doc nebo AP, se narodil v Maces Spring a v roce 1914 tam přivedl svou 16letou nevěstu Sara Dougherty Carterovou, aby tam žili. Oba jsou pohřbeni na hřbitově za Metodistickým kostelem Mount Vernon. AP, Sara a švagrová Maybelle Carterová tvořili Carter Family v roce 1927. Silnice 614 se nyní nazývá AP Carter Highway a dvě z AP a Sařiných dětí, Joe (zemřel v roce 2005) a Jeanette (zemřela 2006) založili hudební sál s názvem Carter Fold na úpatí Clinch Mountain.
Komunita je součástí metropolitní statistické oblasti Kingsport-Bristol (TN) -Bristol (VA), která je součástí Kombinované statistické oblasti Johnson City-Kingsport-Bristol, TN-VA - obecně známá jako oblast Tri-Cities.
Dům A. P. a Sary Cartera, A. P. Carter Homeplace, A. P. Carter Store, Maybelle a Ezra Carter House a Mt. Vernonovský metodistický kostel jsou uvedeny v národním registru historických míst jako součásti tematického zdroje Carterovy rodiny.